# 萧锡荃
萧锡荃（1909年—？），男，山东文登人，中国话剧导演，曾任西南人民艺术剧院话剧团团长、副院长，中国戏剧家协会理事。